# Distribuzione della ricchezza

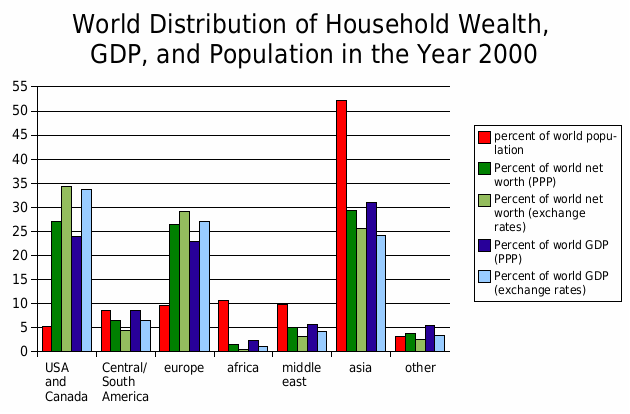
Susanna Sandstrom, Anthony Shorrocks e Edward N. Wolff. Tabelle del rapporto 2006 in Excel (inclusi i coefficienti Gini per 229 paesi). UNU-WIDER.

La distribuzione della ricchezza è un confronto della ricchezza di vari membri o gruppi in una società. Essa mostra un aspetto della disuguaglianza economica o dell'eterogeneità economica.
La distribuzione della ricchezza differisce dalla distribuzione del reddito in quanto considera la distribuzione economica della proprietà dei beni in una società, piuttosto che il reddito effettivo dei membri di quella società. Secondo l'Associazione internazionale per la ricerca sul reddito e sulla ricchezza, "la distribuzione mondiale della ricchezza è molto più diseguale rispetto a quella del reddito".

## Definizione di ricchezza
La ricchezza di un individuo è definita come patrimonio netto, ossia come: ricchezza = attività - passività
Una definizione più ampia di ricchezza, che viene raramente utilizzata nella misurazione della disuguaglianza di ricchezza, include anche il capitale umano. Ad esempio, la definizione di ricchezza inclusiva delle Nazioni Unite è una misura monetaria che include la somma delle risorse naturali, umane e fisiche.
La relazione tra ricchezza, reddito e spese è: cambiamento di ricchezza = risparmio = reddito - consumo (spese). Se un individuo ha un reddito elevato ma anche grandi spese, l'effetto netto di quel reddito sulla sua ricchezza potrebbe essere di minor portata oppure addirittura negativo. Il termine ricchezza non deve quindi essere confuso con ricco. Questi due termini descrivono concetti diversi ma correlati. La ricchezza è costituita da quegli elementi di valore economico che un individuo possiede, mentre il ricco è un afflusso di elementi di valore economico. (vedi anche Stock e flusso.)

## Quadro concettuale
Esistono molti modi in cui è possibile analizzare la distribuzione della ricchezza. Un esempio comunemente usato è quello di confrontare la quantità della ricchezza dell'individuo, diciamo 99% rispetto alla ricchezza della mediana (o 50%). Questo è P99 / P50, che è uno dei potenziali rapporti di Kuznets. Un'altra misura comune è il rapporto tra la quantità totale di ricchezza in mano all'1% più ricco rispetto alla quantità totale di ricchezza nell'economia. In molte società, il dieci per cento più ricco controlla più della metà della ricchezza totale.
La distribuzione di Pareto è stata spesso utilizzata per quantificare matematicamente la distribuzione della ricchezza alla parte più a destra dello spettro (la ricchezza dei più ricchi).
Le curve Wealth over people (WOP) rappresentano un modo visivamente avvincente per mostrare la distribuzione della ricchezza all'interno di una nazione. Le curve WOP sono una distribuzione modificata delle curve di ricchezza. Le scale verticali e orizzontali mostrano ciascuna percentuale da zero a cento. Immaginiamo che tutte le famiglie di una nazione siano ordinate dalla più ricca alla più povera. Vengono quindi allineati (la più ricca a sinistra) lungo la scala orizzontale. Per ogni particolare famiglia, il suo punto sulla curva rappresenta il modo in cui la loro ricchezza si confronta (in proporzione) con la ricchezza media della percentuale più ricca. Per ogni nazione, la ricchezza media dell'1% più ricco delle famiglie è il punto più alto della curva (persone, 1%; ricchezza, 100%) o (p = 1, w = 100) o (1, 100). Nel mondo reale due punti sulla curva WOP sono sempre noti prima di raccogliere qualsiasi statistica. Questi sono il punto più in alto (1, 100) che per definizione è il punto più a destra (le persone più povere, la ricchezza più bassa) o (p = 100, w = 0) o (100, 0). Questo sfortunato punto più a destra viene dato perché c'è sempre almeno l'uno per cento delle famiglie (incarcerate, malattie a lungo termine, ecc.) senza alcuna ricchezza. Il nostro interesse risiede nella forma della curva WOP tra di loro. Esistono due forme estreme possibili della curva. Il primo è il WOP "comunista perfetto". È una linea retta dal punto più a sinistra (massima ricchezza) in senso orizzontale attraverso la scala delle persone fino a p = 99. Quindi scende verticalmente fino a ricchezza = 0 a (p = 100, w = 0).
L'altro estremo è la forma della "tirannia perfetta". Inizia a sinistra alla massima ricchezza del Tiranno (100%). Quindi scende immediatamente a zero a p = 2 e continua a zero in orizzontale su tutto il resto della popolazione. Il tiranno e i suoi amici possiedono tutta la ricchezza della nazione. Tutti gli altri cittadini sono servi o schiavi. Una forma intermedia evidente è una linea retta che collega il punto sinistro / superiore al punto destro / inferiore. In una tale società "diagonale", una famiglia appartenente alla percentuale più ricca avrebbe solo il doppio della ricchezza di una famiglia appartenente al punto mediano (50%). Tale società è affascinante per molti (specialmente i più poveri).
Sono stati proposti anche altri modelli più sofisticati.

## Disuguaglianza

### Piramide della distribuzione della ricchezza
La ricchezza personale varia tra gli adulti per molte ragioni. Alcuni individui con poca ricchezza possono trovarsi all'inizio della loro carriera, con poche possibilità o motivazioni per accumulare risorse. Altri potrebbero aver subito battute d'arresto commerciali, sventure personali o vivere in parti del mondo in cui le opportunità di creazione di ricchezza sono fortemente limitate. All'altra estremità dello spettro, ci sono individui che hanno acquisito una grande ricchezza in modi diversi. 
Nel 2013 il Credit Suisse ha preparato un'infografica a piramide della ricchezza. I beni personali sono stati calcolati in patrimonio netto, il che significa che la ricchezza sarebbe negata da eventuali mutui. Vi è una vasta base di possessori di scarsa ricchezza, accanto ai livelli superiori occupati da un numero progressivamente inferiore di persone. Nel 2013 il Credit Suisse stima che 3,2 miliardi di persone - oltre i due terzi degli adulti nel mondo - abbiano una ricchezza inferiore a 10.000 $. Un ulteriore miliardo (popolazione adulta) rientra nell'intervallo 10.000 - US $ 100.000. Mentre la tenuta media di ricchezza è modesta nei segmenti di base e medi della piramide, la loro ricchezza totale ammonta a 40 trilioni di dollari, sottolineando il potenziale di nuovi prodotti di consumo e servizi finanziari innovativi destinati a questo segmento spesso trascurato.
La piramide mostra che:
- metà della ricchezza netta del mondo appartiene all'1% superiore,
- il 10% superiore degli adulti detiene l'85%, mentre il 90% inferiore detiene il restante 15% della ricchezza totale del mondo,
- il top 30% degli adulti detiene il 97% della ricchezza totale.

#### Distribuzione della ricchezza nel 2012
Secondo l'OCSE nel 2012, lo 0,6% della popolazione mondiale (composto da adulti con oltre 1 milione di dollari in attività) o dei 42 milioni di persone più ricche del mondo deteneva il 39,3% della ricchezza mondiale. Il successivo 4,4% (311 milioni di persone) deteneva il 32,3% della ricchezza mondiale. Il 95% inferiore deteneva il 28,4% della ricchezza mondiale. Le ampie lacune del rapporto derivano dall'indice Gini a 0,893 e sono maggiori delle lacune nella disuguaglianza del reddito globale, misurate nel 2009 a 0,38. Ad esempio, nel 2012 il 60% inferiore della popolazione mondiale deteneva la stessa ricchezza nel 2012 delle persone nella lista più ricca di Forbes composta da 1.226 miliardari più ricchi del mondo.

### 21 ° secolo
Alla fine del 20 ° secolo, la ricchezza era concentrata tra il G8 e le nazioni industrializzate occidentali, insieme a diverse nazioni asiatiche e OPEC.

#### Disuguaglianza di ricchezza
Uno studio del World Institute for Development Economics Research presso l'Università delle Nazioni Unite riporta che solo l'1% degli adulti più ricco possedeva il 40% degli asset globali nel 2000 e che il 10% degli adulti più ricchi rappresentava l'85% del totale mondiale. La metà inferiore della popolazione adulta mondiale possedeva l'1% della ricchezza globale. Inoltre, un altro studio ha scoperto che il 2% più ricco possiede più della metà del patrimonio familiare globale.

#### Immobiliare
Mentre un numero considerevole di famiglie non possiede terra, pochi non hanno reddito. Ad esempio, il 10% superiore dei proprietari terrieri (tutte le società) a Baltimora, nel Maryland, possiede il 58% del valore fondiario imponibile. Il 10% inferiore di coloro che possiedono una terra possiede meno dell'1% del valore totale della terra. Questa forma di analisi e l'analisi del coefficiente di Gini sono state utilizzate a favore della tassazione del valore fondiario.

### Negli Stati Uniti
Secondo PolitiFact, nel 2011 i 400 americani più ricchi "hanno più ricchezza della metà di tutti gli altri americani messi insieme". La ricchezza ereditata può aiutare a spiegare perché molti americani che sono diventati ricchi potrebbero aver avuto un "sostanziale vantaggio". Nel settembre 2012, secondo l'Istituto di studi politici, "oltre il 60 percento" dei 400 americani più ricchi di Forbes "è cresciuto in un privilegio sostanziale".
Nel 2007, l'1% più ricco della popolazione americana possedeva il 34,6% della ricchezza totale del paese (escluso il capitale umano), e il successivo 19% possedeva il 50,5%. Il 20% superiore degli americani possedeva l'85% della ricchezza del paese e l'80% inferiore della popolazione possedeva il 15%. Dal 1922 al 2010, la quota dell'1% superiore variava dal 19,7% al 44,2%, con il forte calo associato alla caduta del mercato azionario alla fine degli anni '70. Non tenendo conto del periodo in cui il mercato azionario era debole (1976-1980) e il periodo in cui il mercato azionario fu sovrastimato (1929), la quota di ricchezza dell'1% più ricco rimase estremamente stabile, a circa un terzo della ricchezza totale. La disuguaglianza finanziaria era maggiore della disuguaglianza nella ricchezza totale, con l'1% superiore della popolazione che possedeva il 42,7%, il 19% successivo degli americani il 50,3% e l'80% inferiore il 7%. Tuttavia, dopo la Grande Recessione iniziata nel 2007, la percentuale di ricchezza totale posseduta dall'1% superiore della popolazione è cresciuta dal 34,6% al 37,1% e quella posseduta dal 20% superiore degli americani è cresciuta dall'85% all'87,7%. La Grande recessione ha anche causato un calo del 36,1% della ricchezza mediana delle famiglie ma un calo dell'11% solo per l'1% superiore, allargando ulteriormente il divario tra l'1% e il 99%. Durante l'espansione economica tra il 2002 e il 2007, il reddito dell'1% superiore è cresciuto di 10 volte più velocemente rispetto al reddito del 90% inferiore. In questo periodo il 66% degli utili totali è andato all'1%, che nel 2007 aveva una quota maggiore del reddito totale rispetto a qualsiasi altro momento dal 1928.
Dan Ariely e Michael Norton mostrano in uno studio (2011) che i cittadini statunitensi di tutto lo spettro politico tendono a sottostimare in modo assai significativo l'attuale disparità di ricchezza degli Stati Uniti e preferirebbero una distribuzione più egualitaria della ricchezza, sollevando domande su controversie ideologiche su questioni come la tassazione e il benessere.

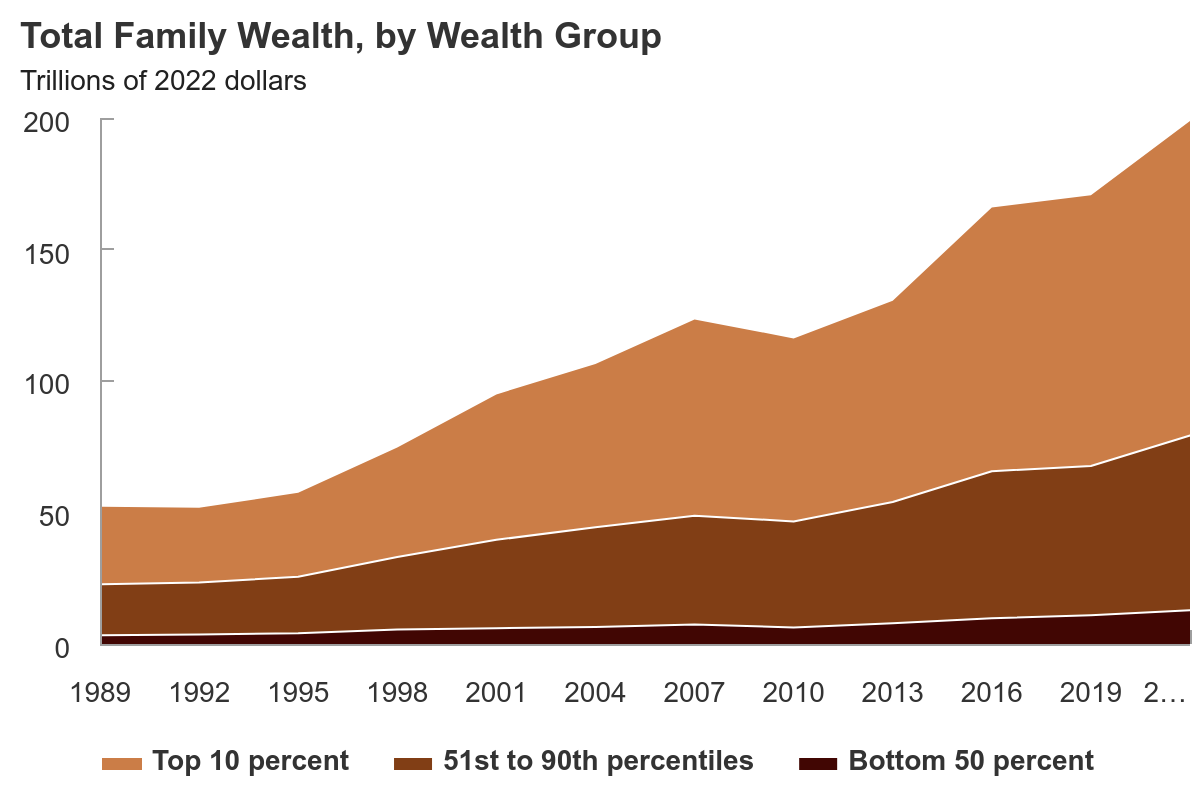
La disparità di ricchezza negli Stati Uniti è aumentata dal 1989 al 2013.

| Anno | Parte inferiore 99% | Superiore 1% |
| ---- | ------------------- | ------------ |
| 1922 | 63,3%               | 36,7%        |
| 1929 | 55,8%               | 44,2%        |
| 1933 | 66,7%               | 33,3%        |
| 1939 | 63,6%               | 36,4%        |
| 1945 | 70,2%               | 29,8%        |
| 1949 | 72,9%               | 27,1%        |
| 1953 | 68,8%               | 31,2%        |
| 1962 | 68,2%               | 31,8%        |
| 1965 | 65,6%               | 34,4%        |
| 1969 | 68,9%               | 31,1%        |
| 1972 | 70,9%               | 29,1%        |
| 1976 | 80,1%               | 19,9%        |
| 1979 | 79,5%               | 20,5%        |
| 1981 | 75,2%               | 24,8%        |
| 1983 | 69,1%               | 30,9%        |
| 1986 | 68,1%               | 31,9%        |
| 1989 | 64,3%               | 35,7%        |
| 1992 | 62,8%               | 37,2%        |
| 1995 | 61,5%               | 38,5%        |
| 1998 | 61,9%               | 38,1%        |
| 2001 | 66,6%               | 33,4%        |
| 2004 | 65,7%               | 34,3%        |
| 2007 | 65,4%               | 34,6%        |
| 2010 | 64,6%               | 35,4%        |

### Distribuzione mondiale della ricchezza

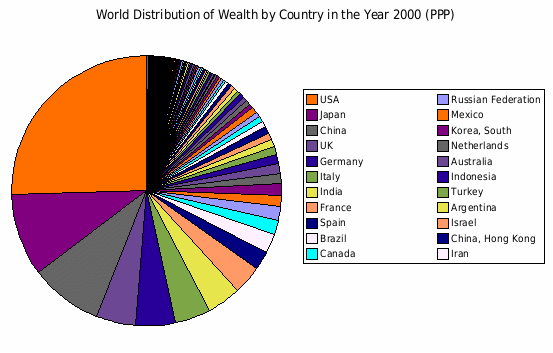
distribuzione mondiale della ricchezza per paese ( PPP )
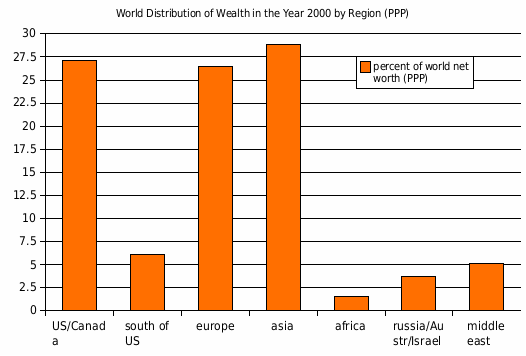
distribuzione mondiale della ricchezza per regione ( PPP )
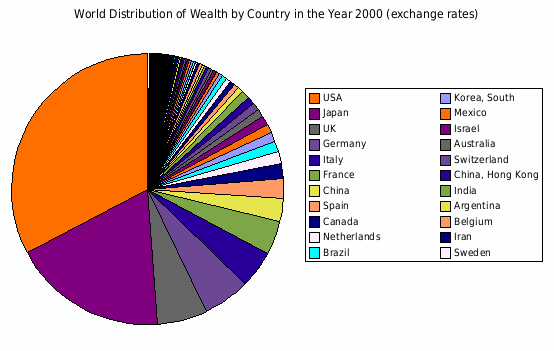
distribuzione mondiale della ricchezza per paese (tassi di cambio)
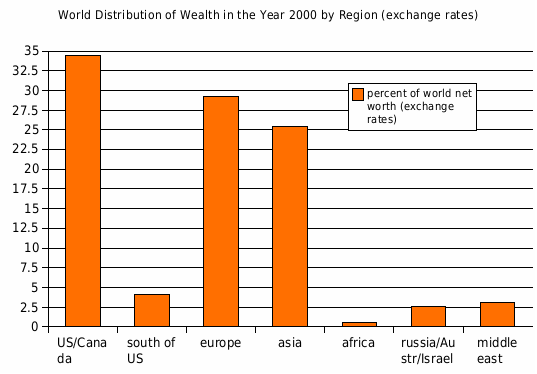
distribuzione mondiale della ricchezza per regione (tassi di cambio)

| Regione              | Proporzione del mondo (%) | Proporzione del mondo (%) | Proporzione del mondo (%) | Proporzione del mondo (%) | Proporzione del mondo (%) |
| Regione              | Popolazione               | Patrimonio netto          | Patrimonio netto          | PIL                       | PIL                       |
| Regione              | Popolazione               | PPP                       | Tassi di cambio           | PPP                       | Tassi di cambio           |
| -------------------- | ------------------------- | ------------------------- | ------------------------- | ------------------------- | ------------------------- |
| Nord America         | 5.2                       | 27.1                      | 34.4                      | 23.9                      | 33.7                      |
| Centro / Sud America | 8.5                       | 6.5                       | 4.3                       | 8.5                       | 6.4                       |
| Europa               | 9.6                       | 26.4                      | 29.2                      | 22.8                      | 32.4                      |
| Africa               | 10.7                      | 1.5                       | 0.5                       | 2.4                       | 1.0                       |
| Medio Oriente        | 9.9                       | 5.1                       | 3.1                       | 5.7                       | 4.1                       |
| Asia                 | 52.2                      | 29.4                      | 25.6                      | 31.1                      | 24.1                      |
| Persone Altro        | 3.2                       | 3.7                       | 6.9                       | 5.4                       | 3.4                       |
| Totali (arrotondati) | 100%                      | 100%                      | 100%                      | 100%                      | 100%                      |

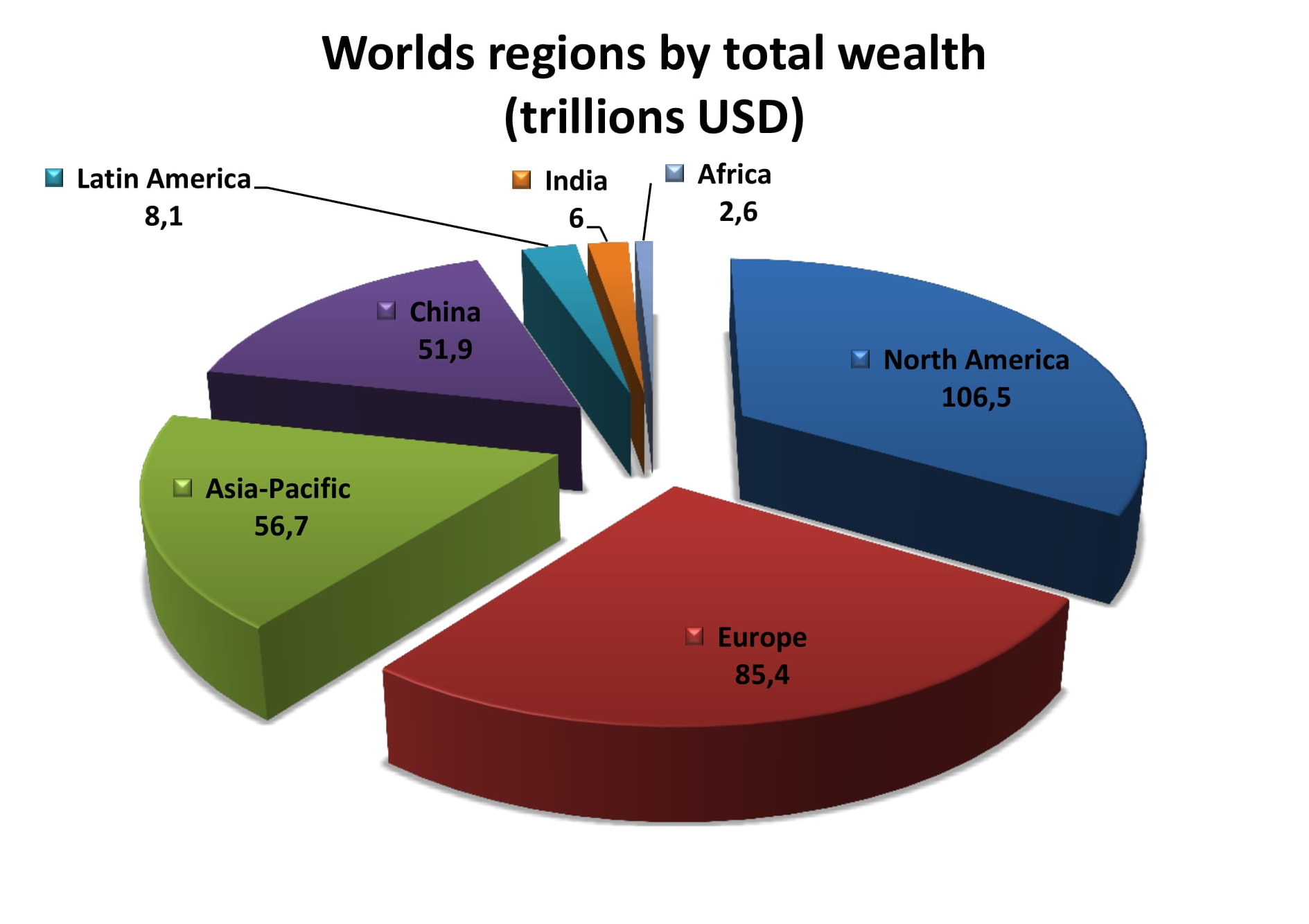
Regioni di mondi per ricchezza totale (in trilioni di dollari), 2018

Distribuzione mondiale della ricchezza finanziaria. Nel 2007, 147 società controllavano quasi il 40 percento del valore monetario di tutte le società transnazionali.

## Concentrazione di ricchezza
La concentrazione della ricchezza è un processo attraverso il quale la ricchezza creata, in alcune condizioni, può essere concentrata da determinati individui o entità. Coloro che detengono la ricchezza hanno i mezzi per investire in fonti e strutture di ricchezza di nuova creazione, o per sfruttare in altro modo l'accumulo di ricchezza, e sono quindi i beneficiari di una ricchezza ancora maggiore.

### Condizioni economiche

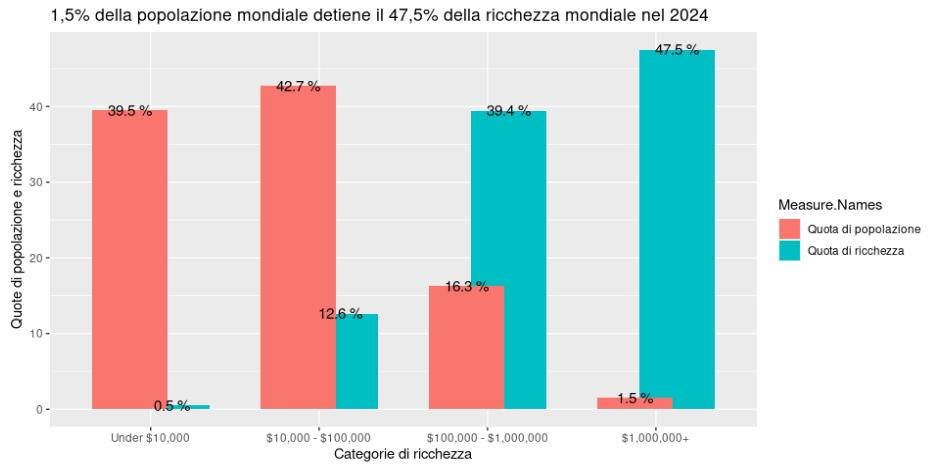
Fonte:[https://inequality.org/facts/global-inequality/ Inequality

La prima condizione necessaria affinché si verifichi il fenomeno della concentrazione della ricchezza è una distribuzione iniziale disuguale della ricchezza. La distribuzione della ricchezza in tutta la popolazione è spesso strettamente legata a una distribuzione di Pareto (vedi anche disuguaglianza economica). Secondo PolitiFact e altri, i 400 americani più ricchi avevano "più ricchezza della metà di tutti gli americani messi insieme". La ricchezza ereditata può aiutare a spiegare perché molti americani che sono diventati ricchi potrebbero aver avuto un "sostanziale vantaggio". Nel settembre 2012, secondo l'Istituto di studi politici, "oltre il 60 percento" dei 400 americani più ricchi di Forbes "è cresciuto in un privilegio sostanziale".
La seconda condizione è che una piccola disuguaglianza iniziale deve, nel tempo, allargarsi a una disuguaglianza maggiore. Questo è un esempio di feedback positivo in un sistema economico. Un team dell'Università Jagellonica ha prodotto tramite un modello statistico varie economie, le quali mostrano che si può verificare una condensazione di ricchezza indipendentemente dal fatto che la ricchezza totale sia in crescita o meno (in caso contrario, ciò implica che i poveri potrebbero diventare più poveri).
Joseph E. Fargione, Clarence Lehman e Stephen Polasky hanno dimostrato nel 2011 che la sola possibilità, combinata con gli effetti deterministici dei rendimenti composti, può portare a una concentrazione illimitata di ricchezza, in modo tale che la percentuale di tutta la ricchezza posseduta da alcuni imprenditori si avvicini alla fine al 100%.

#### Correlazione tra essere ricchi e guadagnare di più
Data una condizione iniziale in cui la ricchezza è distribuita in modo non uniforme (ovvero un " gap di ricchezza "), sono stati proposti diversi meccanismi economici non esclusivi per l'accumulo della ricchezza:
- Una correlazione tra essere ricchi e ricevere un impiego retribuito ( oligarchia ).
- Una propensione marginale a consumare abbastanza bassa in modo che redditi alti siano correlati con a persone che si sono arricchite (meritocrazia).
- La capacità dei ricchi di influenzare il governo in modo sproporzionatamente a loro favore, aumentando così la loro ricchezza (plutocrazia).[29]

Nel primo caso, essere ricchi offre la possibilità di guadagnare di più attraverso un'occupazione retribuita (ad es. Andando nelle scuole d'élite). Nel secondo caso, avere un'occupazione retribuita offre l'opportunità di diventare ricchi (risparmiando denaro). Nel caso della plutocrazia, i ricchi esercitano il potere sul processo legislativo, che consente loro di aumentare la disparità di ricchezza. Un esempio di ciò è l'alto costo della campagna politica in alcuni paesi, in particolare negli Stati Uniti (più in generale, si veda anche la finanza plutocratica).
Poiché questi meccanismi non sono esclusivi, è possibile che tutte e tre le spiegazioni lavorino insieme per un effetto combinato, aumentando ulteriormente la concentrazione della ricchezza.
I contrappesi alla concentrazione patrimoniale comprendono alcune forme di tassazione, in particolare l'imposta sul patrimonio, l'imposta sulle successioni e la tassazione progressiva del reddito.

## Ridistribuzione della ricchezza e politica pubblica
In molte società, sono stati fatti tentativi, attraverso la ridistribuzione della proprietà, la tassazione o la regolamentazione, di ridistribuire la ricchezza, a volte a sostegno della classe superiore, e talvolta a ridurre la disuguaglianza economica.
Esempi di questa pratica risalgono almeno alla repubblica romana nel terzo secolo a.C., quando furono approvate leggi che limitavano la quantità di ricchezza o di terra che potevano essere possedute da una sola famiglia. Le motivazioni di tali limiti alla ricchezza includono il desiderio di uguaglianza di opportunità, il timore che la grande ricchezza porti alla corruzione politica, la convinzione che la limitazione della ricchezza vada ad ottenere il favore politico di un certo blocco elettorale o il timore che l'estrema concentrazione della ricchezza si traduca in ribellione. Varie forme di socialismo tentano di ridurre la disparità di distribuzione della ricchezza e quindi i conflitti e i problemi sociali che ne derivano.
Durante l'Età della ragione, Francis Bacon scrisse "Soprattutto, una buona politica deve essere usata in modo che i tesori e i soldi in uno stato non siano raccolti in poche mani... Il denaro è come un fertilizzante, non buono se non diffuso."
L'ascesa del comunismo come movimento politico è stata in parte attribuita alla distribuzione della ricchezza sotto il capitalismo in cui alcuni vivevano nel lusso mentre le masse vivevano in condizioni di estrema povertà o privazione. Tuttavia, nella Critica del programma Gotha, Marx ed Engels hanno criticato i socialdemocratici tedeschi per aver posto l'accento sulle questioni della distribuzione anziché sulla produzione e proprietà dei beni produttivi. Mentre le idee di Marx hanno influenzato nominalmente vari stati nel 20 ° secolo, le nozioni marxiste di socialismo e comunismo rimangono inafferrabili.
D'altro canto, la combinazione di movimenti sindacali, tecnologia e liberalismo sociale ha ridotto oggi la povertà estrema nel mondo sviluppato, aumentando la ricchezza della classe media ma ampliando le disuguaglianze i più poveri (chi più ha, tende ad avere di più, chi meno ha, tende ad avere di meno), mentre gli estremi di ricchezza e povertà continuino nel Terzo mondo, a causa di forte dipendenze economiche dal mondo sviluppato (al cui sviluppo attuale non si può far corrispondere, economicamente, una riduzione delle disparità economiche e sociali nei paesi sottosviluppati: la ricchezza dell'uno corrisponde al sottosviluppo e sfruttamento degli altri).
Nelle prospettive sull'agenda globale 2014 del World Economic Forum, le crescenti disparità di reddito sono seconde come un rischio mondiale.